# シルチェスター・インターナショナル・インベスターズ
シルチェスター・インターナショナル・インベスターズ（英語: Silchester International Investors LLP）は、イギリス・ロンドンを拠点とする投資ファンド。穏健派アクティビストとして知られている。モルガン・スタンレー出身のスティーブン・バット が1994年に設立した。財務分析を元に、割安性の高い銘柄に長期投資するバリュー投資を行っていることでも知られている。
同社は「アクティビスト投資家ではない」と自己紹介しているが、企業に株主還元策の強化を迫ることも少なくなく、2022年に保有する日本の地方銀行4行（岩手銀行、滋賀銀行、京都銀行、中国銀行）株主総会において行った株主提案では、「会社の純利益のうち、当会社のコア事業に直接関連しないもの（具体的には当会社が保有株式に関し受け取る配当金）の 100％に相当する金額を株主に分配すると共に、コアの融資事業からの純利益の50％に相当する金額を株主に分配するべきである」と主張している。
シルチェスターの運用資産は2018年時点において約4.4兆円、うち約1兆円が日本企業に投資されている。日本市場でのアクティビストとしては、旧村上ファンド系のエフィッシモ・キャピタル・マネジメントに次ぐ規模である。

## 脚註
1. ↑  “シルチェスター・インターナショナル・インベスターズ”.   マネックス証券. 2022年7月16日閲覧。
2. ↑  野崎 浩成. “地銀の資本政策におけるMBOと株式上場の意義・再考～シルチェスターの株主提案が問うた「株主からの規律付け」”.   MARRオンライン. 2022年7月16日閲覧。
3. ↑  山下耕太郎 (2022年4月19日). “先行き不透明感漂うもアクティビストの活動は活発化”.   マネクリ. 2022年7月16日閲覧。